# Til verdens end
|  | Denne artikel er oprettet af botten PalnaBot ud fra en ekstern database. Den kan derfor have sproglige fejl eller mangler. Denne skabelon kan fjernes efter kontrol af indholdet. |

Til verdens end er en film instrueret af Andreas Koefoed.

## Handling
Det unge danske orkester The William Blakes har efterhånden gjort det til et dogme at indspille deres plader på rekordtid og under indflydelse af skiftende reglementer i et hus i Bösebo i Sverige, 300 km fra København og 10 km fra den nærmeste ICA. Således også i.f.m. deres seneste plade 'The Way of the Warrior', der tog ni dage og en regel om, at man skulle sige ja, hver gang nogen sagde nej(!).